# Helioctamenus oranensis
Helioctamenus oranensis is een keversoort uit de familie somberkevers (Zopheridae). De wetenschappelijke naam van de soort werd in 1891 gepubliceerd door Edmund Reitter.